# Tonight the Stars Revolt!
Tonight the Stars Revolt! (в пер. с англ. Сегодня вечером звёзды восстанут!) — второй студийный альбом американской рок-группы Powerman 5000, выпущенный лейблом DreamWorks Records 20 июля 1999 года.

## Об альбоме
Tonight the Stars Revolt! во многом отличается от раннего материала группы, ориентированного на фанк-метал. Музыканты сделали больший упор на индастриал-звучание, а тексты песен стали иметь научно-фантастическую направленность. Обложка и буклет альбома оформлены в стилистике 1950-х годов и киберпанка.
Помимо участников группы, в записи пластинки принимали участие Роб Зомби (родной брат Майкла Дэвида Каммингса, лидера Powerman 5000), DJ Lethal и Джинджер Фиш.
Выпущенный 20 июля 1999, Tonight the Stars Revolt! разместился на 29 позиции Billboard 200; 32 место альбом занял в чарте Новой Зеландии, после чего поднялся там до 8 строчки. 15 ноября 1999 года Американской ассоциацией звукозаписывающих компаний Tonight the Stars Revolt! был признан платиновым. По состоянию на 2002 год, альбом разошелся в США тиражом в 1 285 243 копий.
Альбом получил довольно неоднозначные оценки критиков. Роберт Кристгау обозначил Tonight the Stars Revolt! иконкой , что подразумевает «запись, не заслуживающую особого внимания». 2.5 звезды из возможных 5 Tonight the Stars Revolt! получил от Марка Вейнгартена, редактора Rolling Stone. Согласно его мнению, лирическая направленность пластинки «забавна, но не более того». В свою очередь обозреватель Yahoo! Music Роб О’Коннор оставил положительный отзыв, назвав Tonight the Stars Revolt! «броским» и «волнующим». Самую высокую оценку присудил Стив Хьюи из Allmusic. Он прокомментировал это тем, что, несмотря на «одержимость научной фантастикой, Powerman 5000 звучит замечательно».

## Список композиций
Слова и музыка всех песен — группа Powerman 5000, за исключением отмеченного.
| №   | Название                                                  | Длительность |
| --- | --------------------------------------------------------- | ------------ |
| 1.  | «An Eye Is Upon You» (вступление)                         | 0:51         |
| 2.  | «Supernova Goes Pop»                                      | 3:14         |
| 3.  | «When Worlds Collide»                                     | 2:58         |
| 4.  | «Nobody’s Real»                                           | 2:54         |
| 5.  | «System 11:11»                                            | 0:48         |
| 6.  | «Tonight the Stars Revolt!»                               | 2:42         |
| 7.  | «Automatic»                                               | 3:22         |
| 8.  | «The Son of X-51»                                         | 2:58         |
| 9.  | «Operate, Annihilate»                                     | 3:48         |
| 10. | «Blast Off to Nowhere» (совместно с Робом Зомби)          | 3:45         |
| 11. | «They Know Who You Are»                                   | 2:33         |
| 12. | «Good Times Roll» (совместно с DJ Lethal, кавер The Cars) | 3:59         |
| 13. | «Watch the Sky for Me» (совместно с Джинджер Фиш)         | 5:19         |

- Последняя композиция содержит скрытый трек «The World of The Dead», начинающийся с 4:21.

## Участники записи
| Powerman 5000 - Spider One (Майкл Дэвид Каммингс) — вокал, арт-директор - Adam 12 (Адам Уилсон) — гитара - M.33 (Майк Темпеста) — гитара - Dorian 27 (Дориан Хиртсонг) — бас-гитара - АI 3 (Аллен Пээниш) — барабаны | Другой персонал - Малахи Трон — рассказчик («An Eye Is Upon You», «Watch the Sky for Me») - Роб Зомби — вокал («Blast Off to Nowhere») - DJ Lethal — тёрнтейблизм («Good Times Roll») - Джинджер Фиш — клавишные («Good Times Roll») - Скотт Олсон, Марк Лакорте — программинг - Фрэнк Грайнер — сведение - Том Бейкер — мастеринг - Ульрих Уайлд, Сильвия Мэсси — продюсирование - Чепмен Бейлер — фотограф |

## Позиции в чартах и награды
| Чарт (1999)         | Высшая позиция |
| ------------------- | -------------- |
| RIANZ               | 8              |
| Billboard 200       | 29             |
| Top Internet Albums | 20             |

| Год  | Сингл                 | Чарты                      | Позиция |
| ---- | --------------------- | -------------------------- | ------- |
| 1999 | «When Worlds Collide» | Hot Mainstream Rock Tracks | 16      |
| 1999 | «When Worlds Collide» | Hot Modern Rock Tracks     | 18      |
| 2000 | «Nobody’s Real»       | Hot Mainstream Rock Tracks | 18      |
| 2000 | «Nobody’s Real»       | Hot Modern Rock Tracks     | 23      |

| Страна | Сертификация |
| ------ | ------------ |
| RIAA   | Платиновый   |